# Richard Daners
Richard Daners (* 28. Mai 1930 bei Essen; † 9. April 2018 in Luzern) war ein Schweizer Uhrmacher deutscher Herkunft. Er ist bekannt für seine individuellen Anfertigungen, die er im Namen seines Arbeitgebers Gübelin ausführte. Nach seiner Pensionierung arbeitete er unter eigenem Namen für seine Kunden.

## Leben
Richard Daners wuchs zusammen mit seiner Schwester in bescheidenen Verhältnissen auf, die durch die Folgen des Zweiten Weltkriegs noch prekärer wurden. Bekannte der Familie rieten seinen Eltern, den Jungen ein Handwerk lernen zu lassen, da dies in der Nachkriegszeit vielversprechender war als eine akademische Laufbahn. Richard Daners wurde im Alter von 17 Jahren vor die Wahl gestellt, eine Lehre als Uhrmacher oder als Schreibmaschinenmechaniker zu absolvieren. Er entschied sich für ersteres.
Er machte seine Lehre bei der Firma Josef Deiter KG in Essen. Infolge des Krieges waren Ersatzteile für Uhren rar, weshalb bei Deiter viele Teile von Hand nachgefertigt werden mussten, was sich später als eine nützliche Fähigkeit erweisen sollte. 
Nach erfolgreich abgeschlossener Gehilfenprüfung im Jahr 1950 blieb Richard Daners ein weiteres Jahr bei seinem Ausbildner. Dann wollte er sich nach anderen Horizonten umsehen. Sein Arbeitgeber empfahl ihm das Luzerner Haus Gübelin, wohin er 1952 eine Blindbewerbung sandte. Im Mai 1952 erfolgte die Anstellung in den Ateliers des Familienbetriebs. Nach einem Jahr in der Grossuhrenabteilung wechselte Daners 1953 in die Abteilung für Kleinuhren. 1958 vervollständigte Richard Daners seine Lehre mit dem Erlangen des Uhrmachermeisterbriefes. 1966 liess Richard Daners sich als Schweizer einbürgern.
Richard Daners blieb der Firma Gübelin bis zur Pensionierung und darüber hinaus treu. Zuletzt arbeitete er in den Werkstätten der Uhrmacherin und Prototypenbauerin Marion Müller, einer ehemaligen Kollegin aus der Zeit bei Gübelin. Er verstarb am 9. April 2018 in Luzern.

## Leistungen
Richard Daners beschäftigte sich während seiner Zeit als Angestellter bei Gübelin intensiv mit alternativen Hemmungen und Tourbillons für Taschenuhren. Eine Handvoll Uhrensammler forderten und förderten sein Können, indem sie ihm regelmässig neue Aufträge gaben. 
Während seiner Zeit bei Gübelin kreierte er 14 verschiedene Tourbillon-Uhren. Ausserdem perfektionierte er eine Art von Zeitanzeige, die zur Spezialität von Gübelin wurde: die sogenannte „Bras en l’Air“-Zeitanzeige, bei der Figuren auf dem Zifferblatt mit ihren Armen die Uhrzeit anzeigen. Konnten bisherige „Bras en l’Air“-Uhren die Zeit nur auf Knopfdruck anzeigen, so waren die Konstruktionen von Daners in der Lage, ihre Arme kontinuierlich zu bewegen. Ausserdem baute er diesen von Taschenuhren bekannten Mechanismus 1989 erstmals in eine Armbanduhr ein.
Eine weitere Spezialität sind Repetitionsuhren mit beweglichen Figuren auf dem Zifferblatt, sogenannten Jacquemarts. Für diese Sonderanfertigungen nach Kundenwunsch modifizierte Richard Daners bestehende historische Uhrwerke, die bereits mit einem Repetitionsschlagwerk ausgestattet waren.
Da ein Grossteil der Uhrmacherliteratur in Französisch verfasst war, nahm Daners während seiner Zeit bei Gübelin Unterricht in dieser Sprache und in Englisch. Er übersetzte viele Fachbücher für den Eigengebrauch. Seine Übersetzung des Buches „La Montre Compliquée“ von François LeCoultre ISBN 2-88175-000-1, „Komplizierte Taschenuhren“ ISBN 2-88175-002-8 erschien 1985 bei den „Editions Simonin“.

## Ehrungen und Auszeichnungen
1997 erhielt Richard Daners den   Prix Gaïa, der alljährlich vom Institut l’Homme et le Temps der Schweizer Stadt La Chaux-de-Fonds in Zusammenarbeit mit dem Musée International d’Horlogerie an Menschen vergeben wird, die sich um die Uhrmacherei verdient gemacht haben. Das Museum ehrte den Uhrmacher zehn Jahre später mit einer Ausstellung seines Lebenswerks und einem Bildband. ISBN 978-2-940088-23-2

## Spezielle Hemmungen
- 1979: Tourbillon mit Benoît-Hemmung Nr. 1 und 2 (Musée International d’Horlogerie La Chaux-de-Fonds)
- 1981–1989: drei Tourbillonkäfige mit Chronometerhemmung
- 1987: Tourbillon mit Wippen-Chronometerhemmung nach Otto Ahrens und Richard Lange
- 1992: Riefler-Hemmung in englischer Taschenuhr
- 1992–1993: Tourbillon mit konstanter Kraft. Chronometerhemmung mit zwei Wippen. Eigenkonstruktion.
- 1995: Tourbillon mit konstanter Kraft durch 1/5-Sekunden-Remontoir am Hemmungsrad. Ankerhemmung nach Xavier Theurillat.
- 1996: Experimental-Tourbillon. Halbfliegend mit Käfig unterhalb der Unruh. Modifizierte Wippenhemmung, Eigenkonstruktion.
- 1998: Fliegendes Tourbillon mit schrägstehender Unruh. Konstante Kraft im Räderwerk nach P. R. Jaccard.
- 1999: Fliegendes Tourbillon mit schrägstehender Unruh. Chronometerhemmung mit Feder. Konstante Kraft nach Jeanneret.
- 2000: Fliegendes Tourbillon mit schrägstehender Unruh. Ankerhemmung. Konstante Kraft nach Jeanneret.
- 2001: Doppelrad-Hemmung nach George Daniels in astronomischer Uhr mit Sternzeit, ziviler Zeit und Zeitgleichung.
- 2001: Turbulences. Konstruktion eines Dreiachs-Tourbillons mit konstanter Kraft nach Jeanneret auf dem Ankerradtrieb. Hergestellt von Marion Müller.
- 2002–2003: Fliegendes Tourbillon mit konstanter Kraft nach Jeanneret, direkt auf Ankerradtrieb.
- 2003–2004: Zwillingstourbillon mit zwei separaten Käfigen. Antrieb über ein Differential auf Sekundenwelle.
- 2005–2006: Gemini. Zwillingstourbillon auf einem Käfig mit zwei Unruhen und zwei Hemmungen. Differential auf Sekundenwelle.

## Veröffentlichungen
- Komplizierte Taschenuhren. ISBN 2-88175-002-8. Übersetzung des Buches La Montre Compliquée von François LeCoultre. ISBN 2-88175-000-1, 1985, Editions Simonin